# Rhodamine B
La rhodamine B est un composé organique colorant (teinture). Comme les autres rhodamines, elle est souvent utilisée comme colorant traceur dans l'eau pour déterminer les volumes, débits et directions d'écoulement et de transport. Les colorants rhodamine sont fluorescents et sont ainsi facilement et à peu de frais détectables par des instruments appelés fluoromètres. Les colorants rhodamine sont utilisés abondamment dans des applications de biotechnologie telles que la microscopie à fluorescence, la cytométrie en flux, la spectroscopie de corrélation de fluorescence, l'ELISA.
La rhodamine B est utilisée en microbiologie comme colorant fluorescent histologique, quelques fois en association avec l'auramine O. Le complexe auramine-rhodamine (en) peut colorer les bacilles acido-alcoolo-résistants (BAAR), notablement Mycobacterium.
La rhodamine B émet vers 610 nm quand elle est utilisée dans un laser à colorants. Son rendement quantique de luminescence est de 0,65 dans l'éthanol basique; 0,49 dans l'éthanol ; 1,0  ou 0,68 dans l'éthanol à 94 %. Le rendement de fluorescence est dépendant de la température .

## Solubilité
La solubilité de la rhodamine B dans l'eau est de ~50 g·L-1. Cependant la solubilité dans une solution aqueuse d'acide acétique à 30 % en volume est de ~400 g·L-1. Une eau du robinet chlorée décompose la rhodamine B. Les plastiques absorbent la rhodamine B de ses solutions ainsi celles-ci doivent être gardées dans des récipients en verre.

## Sécurité
En Californie, la rhodamine B est classée comme composé suspecté d'être cancérigène et tous les produits en contenant doivent l'indiquer clairement.
Au New Jersey, les fichiers MSDS notent qu'il y a peu de preuve du caractère cancérogène de la rhodamine B chez l'animal et absolument aucune chez l'homme.